# Anna Beyer
Anna Beyer (* 2. Februar 1909 in Frankfurt am Main; † 15. Mai 1991 ebenda) war ein Mitglied der Frankfurter Widerstandsgruppe des Internationalen Sozialistischen Kampfbundes (ISK) und Mitbegründerin der Frankfurter SPD nach dem Zweiten Weltkrieg.

## Leben und politisches Wirken

### Vor 1937

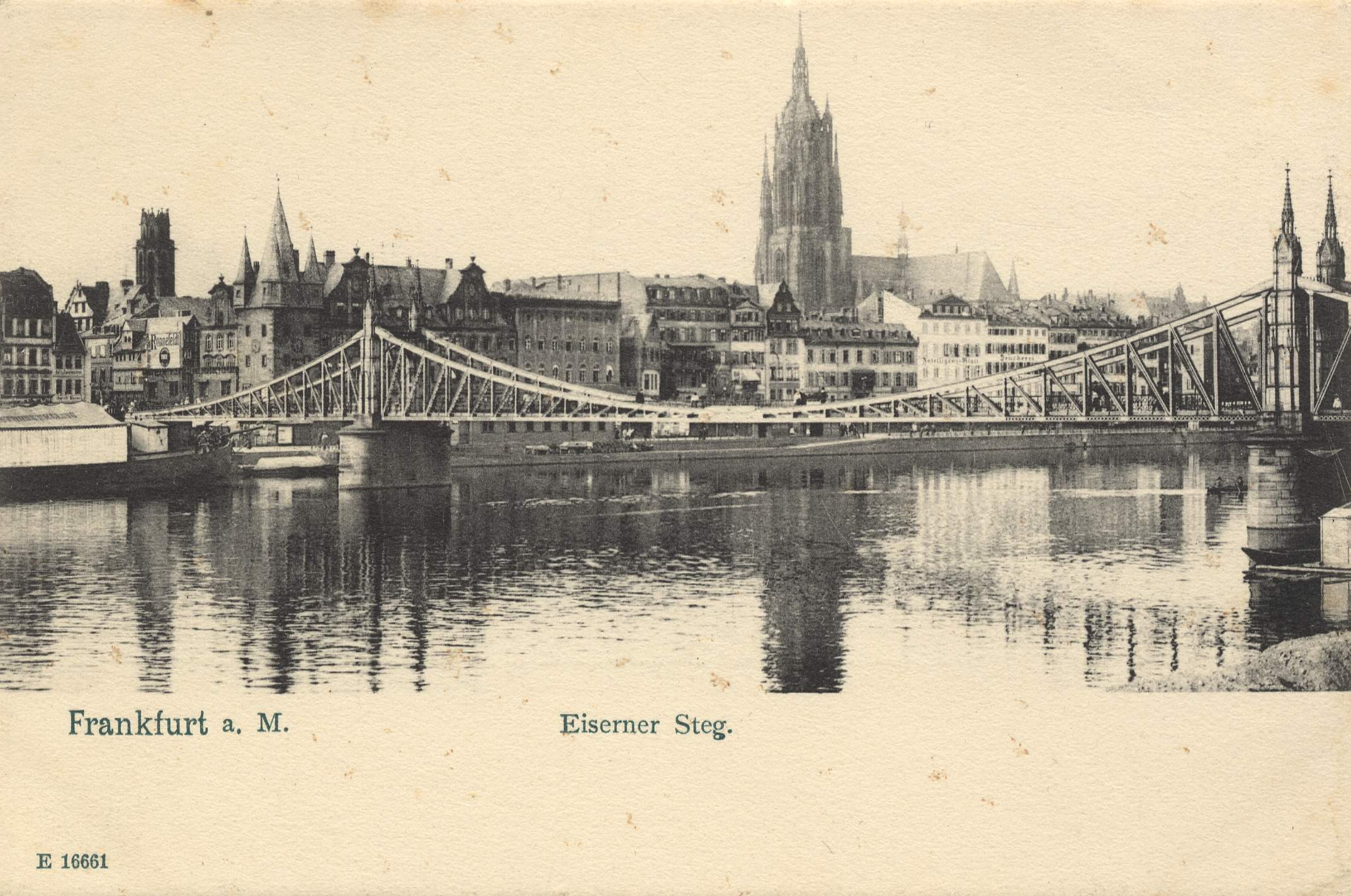
Eiserner Steg auf einer Postkarte zwischen 1903 und 1905

Vor 1933 war Anna Beyer gewerkschaftlich beim Zentralverband der Angestellten organisiert. Nachdem der Allgemeine Deutsche Gewerkschaftsbund am 1. Mai 1933 zu einer gemeinsamen Demonstration mit Faschisten aufrief, sah sie die Unabhängigkeit der Gewerkschaften schwinden und schloss sich in Frankfurt dem Widerstand gegen den Nationalsozialismus an.
Insbesondere unterstützte Beyer aktiv die Arbeit des ISK. Einer der größten Stützpunkte des ISK war Frankfurt am Main. An der Hauptwache in Frankfurt verkaufte sie die Zeitung des ISK Der Funke. Im Jahr 1933 beteiligte sie sich an Widerstandsaktionen des ISK mit ihren sogenannten Kofferaktionen: Zur Verbreitung anti-nationalsozialistischer Aufrufe nutzte Beyer einen speziell angefertigten Koffer, mit dem sie abends über den Eisernen Steg in Frankfurt ging: Der Kofferboden war so präpariert, dass beim Abstellen des Koffers durch unten angebrachte Schwämme, die mit einer speziellen Tinte getränkt waren, die Parole „Nieder mit Hitler“ auf den Straßenasphalt gedruckt wurde – ähnlich wie bei einem Stencil-Graffiti. Am nächsten Tag wurde durch das Sonnenlicht die Parole jeweils sichtbar gemacht und in kurzen Abständen war auf dem Eisernen Steg die Parole wiederholt zu lesen. Die ISK-Gruppen in Frankfurt, denen Beyer sich anschloss, verteilten auch den sogenannten Reinhartbrief.
Zur Finanzierung der Widerstandsarbeit kündigte Beyer bei Siemens & Halske und eröffnete 1936 in der Frankfurter Innenstadt, genauer im Steinweg, eine Vegetarische Gaststätte und fungierte als ihre Geschäftsführerin. Vegetarische Ernährung gehörte zum Credo der ISK. Während ihrer Arbeitslosigkeit hatte sie zuvor bereits in der Kölner Vegetarischen Gaststätte gearbeitet; die Anschubfinanzierung für die Frankfurter Gaststätte stellte Willi Heidorn vom ISK in Köln durch ein Darlehen seiner Eltern. Erwerbstätige Mitglieder der Frankfurter Gruppen spendeten der Gaststätte, was sie in der Not entbehren konnten. In der Gaststätte wurde ein Mittagstisch für Juden und Jüdinnen angeboten. Die Vegetarische Gaststätte bildete auch einen der zentralen Anlaufpunkte der Gruppe selbst, z. B. als Depot für sog. gefährliches Material wie etwa Adressenlisten. So waren Tischbeine ausgehöhlt, um dort das Material zu verstecken. Als normale Gäste besuchten Kuriere die Gaststätte. Einer der Hauptkuriere war Fritz Eberhard. Treffpunkt der Frankfurter ISK-Gruppen, die in einem Fünfergruppensystem organisiert waren, war die Gaststätte aus Sicherheitsgründen jedoch nicht.
Beyer wurde nicht verhaftet, da die Gestapo nichts vom politisch motivierten Hintergrund der Gaststätte wusste. Allerdings wurde im Jahr 1936 ein Kurier aus Hamburg, der in Beyers Wohngemeinschaft Unterschlupf gefunden hatte, auf seiner weiteren Flucht als Wehrdienstverweigerer – nicht als Politischer – festgenommen und erzählte in einem der Verhöre der Gestapo von seinem Frankfurter Aufenthalt. Auch fiel Beyer in dieser Zeit auf, dass häufig ein ihr unbekannter Gast die Gaststätte besuchte, den sie wegen seiner Art, andere Gäste zu mustern, der Gestapo zurechnete. Wegen ihrer Vermutungen übergab sie die Gaststätte einer nicht im Widerstand aktiven Bekannten und tauchte unter. Im Jahr 1936 wurden die ISK-Gruppen im Rhein-Main-Gebiet zerschlagen.

### Exil 1937–1945
In Köln wurde entschieden, dass Anna Beyer ins Exil gehen müsse, da sie zu viel wisse. Ohne ihre Familie und Freunde zu informieren, um sie nicht durch Mitwisserschaft zu gefährden, emigrierte sie Anfang 1937 über Belgien, Frankreich und die Schweiz nach Großbritannien. In Paris wurde sie von der Wohngemeinschaft der ISK-Gruppe um Willi Eichler aufgenommen. Diese Wohnung bildete den Mittelpunkt ihres politischen Schaffens während ihrer Pariser Exil-Zeit, in der sie sich der Pariser Gruppe des ISK anschloss. Die publizistische Arbeit der Widerstandsgruppe bestand in einem kleinen Verlag, in dem sie Bücher von emigrierten Schriftstellern verlegten und die Monatszeitschrift Sozialistische Warte unterhielten. Zudem wurden einzelne Artikel für die illegale Arbeit auf Dünnpapier gedruckt und nach Deutschland geschmuggelt. Finanziert wurde die publizistische Arbeit durch die vegetarischen Gaststätten in Deutschland. Das Geld kam in Kalendern verklebt nach Paris. Die Aufgabe von Beyer bestand vor allem darin, Artikel abzuschreiben, sie zum Druck zu bringen und Korrektur zu lesen.
Im Jahr 1938, nach dem Ende der zweiten Amtszeit der französischen Volksfront-Regierung unter Léon Blum und nach der Konferenz von München, wurden politische Emigranten von der französischen Polizei abgeschoben und/oder ausgewiesen. Vor diesem Hintergrund emigrierte Anna Beyer in die Schweiz und kurze Zeit später, da die Schweizer Behörden ihre Aufenthaltsgenehmigung nicht verlängerten, nach Großbritannien. 1939 ging sie kurz nach Frankreich zurück, um eine Gruppe von Kindern nach England in Sicherheit zu bringen.
In England erhielt sie eine Arbeitsgenehmigung in privaten Haushalten und widmete sich verstärkt ihrer politischen Arbeit, da nun ihre Arbeitszeiten hierfür Raum schufen. Zunächst arbeitete sie in verschiedenen Stellungen als Hausgehilfin und später in der Küche einer Vegetarischen Gaststätte in London. In England fand Beyer 1942 zur Jugendarbeit der damals neu gegründeten Landesgruppe Deutscher Gewerkschafter in Großbritannien. Der Arbeitsbericht dieser Gruppe über das erste Halbjahr 1942 wurde vor allem von ihr verfasst. Im Zentrum ihres Schaffens stand Anfang der 1940er Jahre die Aufklärung junger deutscher Gewerkschaftsmitglieder über den deutschen Faschismus. Im Juni 1943 lud sie beispielsweise junge Gewerkschaftsmitglieder zu einem Vortrag über die Gewerkschaftsbewegung in den USA ein. Sie selbst berichtete folgendes über ihre Arbeit:
„Obwohl wir natürlich nicht genau wissen konnten, was nach der Befreiung vom Faschismus konkret getan werden müßte, war uns aber dennoch klar, daß wir innerhalb der Jugend, die noch nicht so auf den Nazismus festgelegt war, eine ganz intensive Bildungs- und Schulungsarbeit machen müssen, um sie für uns zu gewinnen und für eine aktive Gewerkschaftsarbeit zu mobilisieren.“ (Anna Beyer)

### Rückkehr 1945
Im September 1944 wurde Anna Beyer zusammen mit Hilde Meisel als Teil einer Spezialeinheit über Frankreich von einem kleinen Flugzeug mit Fallschirmen abgesetzt. Ursprünglich war der Plan, beide Frauen in der Nähe von Lyon abzusetzen. Da dort jedoch noch Kämpfe stattfanden, wurden sie in der Nähe des Genfersees auf einer Wiese heruntergelassen. Diese Wiese war seit Beginn des Krieges vom englischen Geheimdienst als Start- und Landeplatz benutzt worden. Mit der Hilfe eines französischen Bauern wurden die beiden Frauen in einem Wagen zu einem stillgelegten Stollen transportiert, wo sie von einem englischen Offizier begrüßt wurden. Durch die Mithilfe des Offizieres gelangten beide nach Thonon-les-Bains (Frankreich), wo sie sich vier Wochen aufhielten, bis sie von René Bertholet abgeholt wurden. Illegal reisten sie in die Schweiz nach Zürich, wo beide neue Papiere erhielten. Später reiste Beyer wieder mit Meisel weiter in die Tessiner Alpen bei Intragna. Das Ehepaar Bertholet unterhielt dort ein Ferienhaus namens „Al Forno“, das als Aufenthaltsort von Emigranten diente. Kurz vor Kriegsende wurde Anna Beyer zusammen mit Hilde Meisel, Hanna Bertholet und Anne Kapius von der US-amerikanischen Vertretung in Bern zu einem Treffen eingeladen. Ziel des Treffens war es, die Frauen für Sabotageakte in Deutschland anzuwerben. Alle eingeladenen Frauen lehnten dies jedoch ab. 

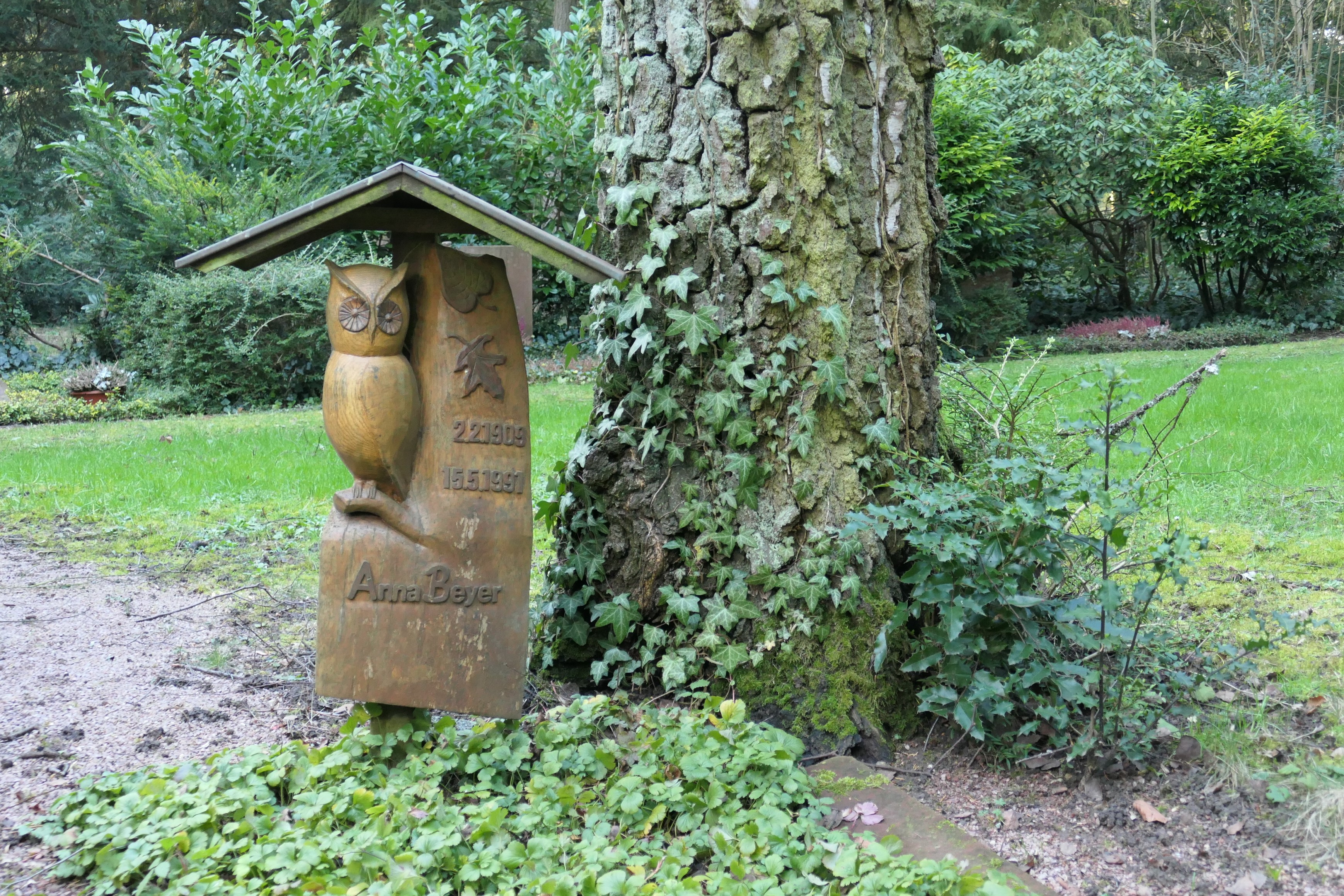
Grab der deutschen Widerstandskämpferin Anna Beyer

Nach Kriegsende kehrte Anna Beyer 1945 wieder nach Frankfurt am Main zurück und wurde Mitglied des SPD-Bezirksvorstandes Hessen-Süd. Ab 1946 hat sie sich gewerkschaftlich in der ÖTV engagiert und wurde als Spitzenkandidatin der SPD in die erste Frankfurter Stadtverordnetenversammlung gewählt, in der sie von 1946 bis 1948 Mitglied war. Später wirkte sie in der Wiesbadener Staatskanzlei, wurde Regierungsrätin und vertrat Hessen im Bundesrat. Zudem hat Anna Beyer die Arbeitsgemeinschaft Frankfurter Frauenverbände gegründet und war deren Vorsitzende.
Anna Beyer liegt auf dem Frankfurter Hauptfriedhof begraben, das Grab ist als Ehrengrab ausgewiesen.

## Ehrungen/Benennungen
In Frankfurt a. M. wurde im Stadtteil Nordend-West eine Straße in „Anna-Beyer-Straße“ benannt.
In Darmstadt-Kranichstein wurde eine Straße nach Anna-Beyer („Anna-Beyer-Weg“) benannt.